# Nike Recruit
Nike Recruit ist die Bezeichnung einer zweistufigen amerikanischen Rakete, die erste Stufe bestand aus dem Booster einer Nike-Ajax, die zweite Stufe bildete eine Höhenforschungsrakete vom Typ Recruit. Die Nike Recruit hat eine Gipfelhöhe von 5 km, einen Startschub von 217,00 kN, eine Startmasse von 1100 kg und eine Länge von 8,00 m. Sie wurde von 1956 bis 1961 sechsmal zu Testzwecken von der Wallops Flight Facility aus gestartet.